# Friedrich von Loeffelholz
Friedrich Freiherr von Loeffelholz von Colberg (* 7. März 1955 in Nürnberg; † 2. Oktober 2017) war ein deutscher Radrennfahrer und Hochschullehrer.

## Sportliche Laufbahn
Friedrich von Loeffelholz, genannt Rad-Baron, stammte aus der Familie Löffelholz von Kolberg. 1976 startete er bei den Olympischen Spielen in Montreal im Mannschaftszeitfahren und belegte mit dem deutschen Team (Hans-Peter Jakst, Olaf Paltian und Peter Weibel) Rang vier. Das Team lag damit nur 15 Sekunden hinter dem dänischen, das die Bronzemedaille errang. Zu seiner Enttäuschung wurde er jedoch trotz einer starken Leistung in diesem Rennen nicht für das Einzelrennen nominiert. 1978 wurde er deutscher Meister im Straßenrennen der Amateure, 1980 Dritter. Er fuhr für die RSG Nürnberg (vormals RSG Franken Katzwang), die er 1970 mitbegründet hatte. Mit der Umbenennung des Vereins in RSG-Hercules Nürnberg einher ging ein Streit mit dem Bund Deutscher Radfahrer (BDR), nachdem die Nationalmannschaftsfahrer wie von Löffelholz darauf bestanden, eigenes Sponsorenmaterial zu nutzen. Die Fahrer wurden daraufhin aus dem Nationalteam ausgeschlossen. Im Oktober 1980 beendete er seine aktive Laufbahn als Radrennfahrer und nahm eine Tätigkeit als Konstrukteur in der Firma Hercules auf.

## Berufliches
Zunächst machte von Loeffelholz eine Ausbildung zum Werkzeugmacher, um anschließend Maschinenbau an der RWTH Aachen zu studieren, wo er auch promovierte. Seit 1995 lehrte von Loeffelholz als Professor an der Hochschule für angewandte Wissenschaften Würzburg-Schweinfurt das Fachgebiet ERP-Systeme. Er leitete das von ihm gegründete Steinbeis Transferzentrum für Informations- und Kommunikationstechnik in Schweinfurt. Als Mitorganisator von Radrennen, wie etwa der Mainfranken-Tour bis 2007, war er weiterhin im Sport engagiert.

## Erfolge
1976:
- Mannschaftszeitfahren Grand Prix Guillaume Tell

1978:
- Deutscher Amateur-Meister – Straßenrennen
- Enschede–Münster

1979:
- vier Etappen Vuelta Ciclista de Chile
- Deutscher Amateur-Meister – Mannschaftszeitfahren

1980:
- eine Etappe Tour de la Yonne

## Publikationen
- Marktspiegel, PPS-Systeme auf dem Prüfstand : Leistungsbeschreibung von Standardsystemen zur Produktionsplanung u. -steuerung (PPS). Köln 1988 (mit Erich Roos und Hans-Ullrich Forster)
- Qualität von PPS-Systemen : ein Verfahren zur Analyse des Informationsgehaltes. Berlin u. a. 1991